# سینتاش‌تاماک
سینتاش‌تاماک (انگلیسی: Syntashtamak) یک شهرک در شهرستان بلاگووارسکی باشقیرستان کشور روسیه است.